# Franciszek Fortunat Rohoziński
Franciszek Fortunat Rohoziński herbu Leliwa – podkomorzy krzemieniecki w latach 1794–1795, pisarz ziemski łucki w latach 1781–1794, konsyliarz konfederacji województwa wołyńskiego w konfederacji targowickiej. 
W 1790 roku był członkiem Komisji Porządkowej Cywilno-Wojskowej dla powiatu łuckiego województwa wołyńskiego. 
W 1791 roku został kawalerem Orderu Świętego Stanisława.